# Institution Saint-Jean de Douai

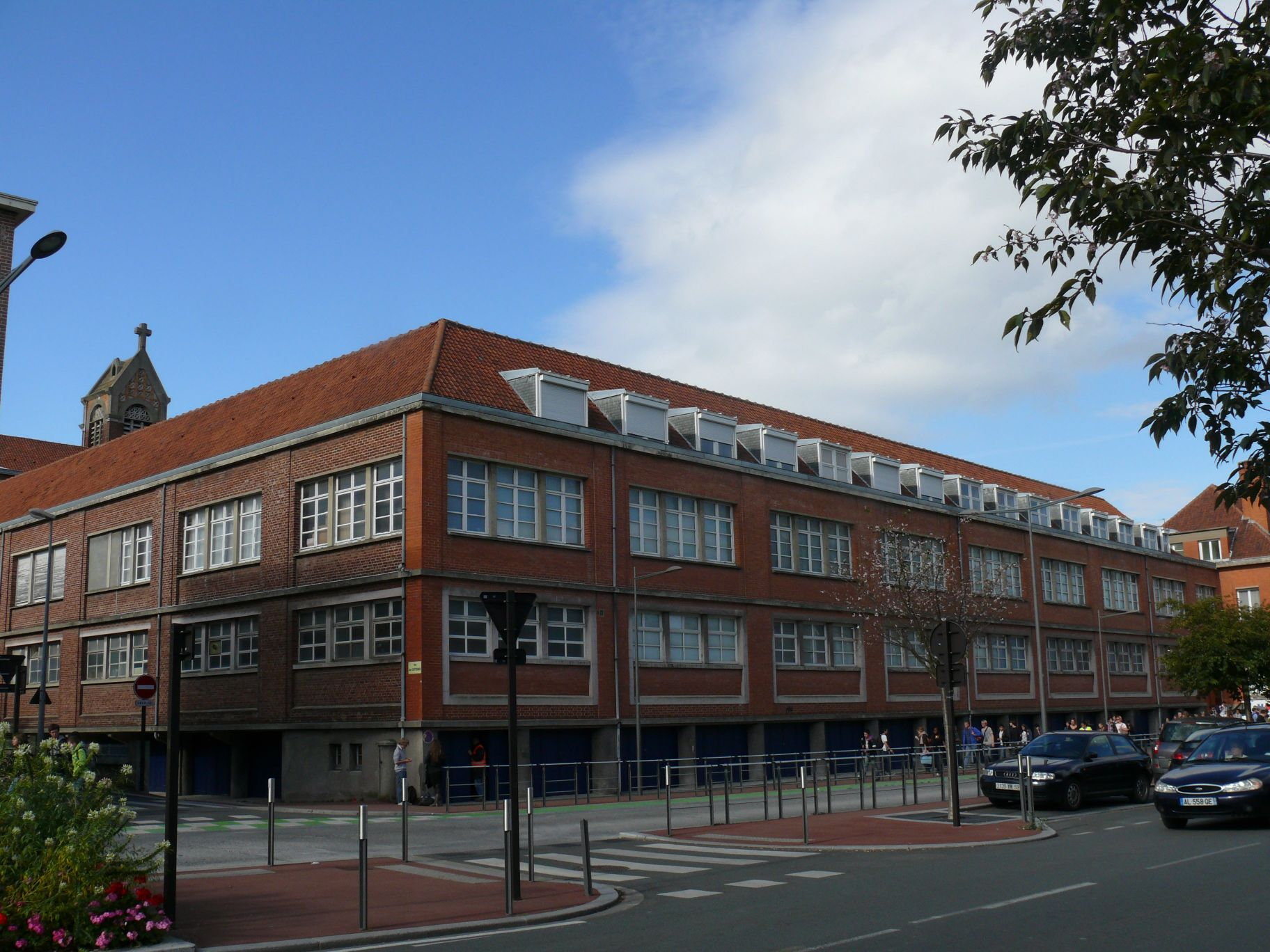
Un des nombreux bâtiments de l'Institution.

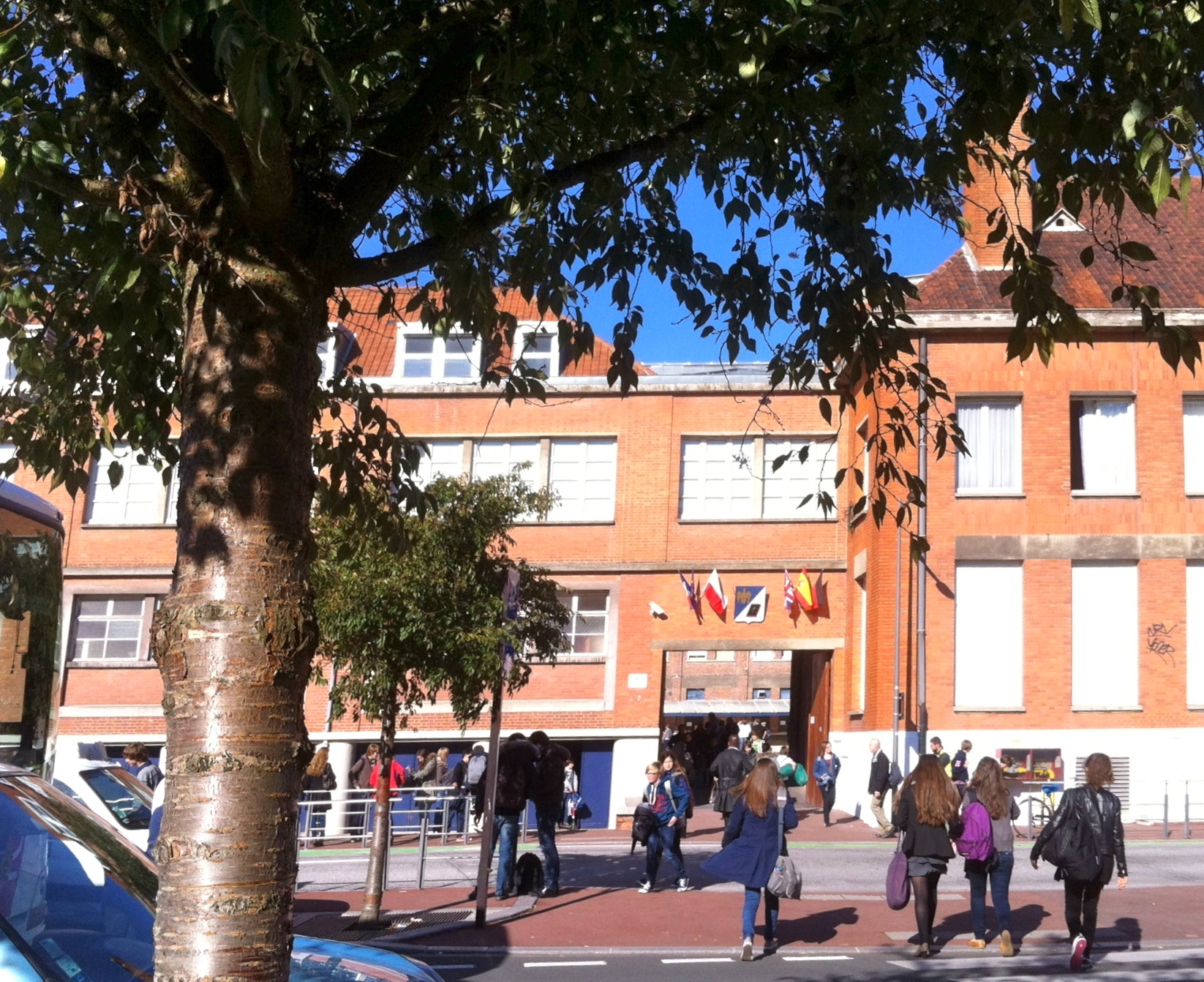
Entrée principale de l'Institution.

L'Institution Saint-Jean, située à Douai (Nord), est un établissement d'enseignement privé sous contrat d’association avec l'État. Il accueille 2 000 élèves de la maternelle aux classes préparatoires (Bac +2).

## Historique
L'Institution Saint-Jean a été créée en 1853 lors de l'installation d'un collège diocésain dans la rue Saint-Jean à Douai. Les bâtiments de l'Institution sont utilisés comme hôpital militaire par l'armée allemande de 1914 à 1918. L'Institution fut bombardée et détruite en 1940 et 1944. La reconstruction a pris fin en 1958.
En 1960, l'institution signe ses premiers contrats d'association avec l'État. Les effectifs vont augmenter pendant les années 1960. La mixité du CP à la terminale sera progressivement instaurée de 1965 à 1988, de pair avec la sécularisation du personnel enseignant. Des classes maternelles sont créées en 1985, ainsi qu'une classe préparatoire ECE en voie économique en 1988, et une ECS en voie scientifique en 2001.
Le lycée se classe 7e sur 99 au niveau départemental quant à la qualité d'enseignement[Quand ?], et 117e au niveau national. Le classement s'établit sur trois critères : le taux de réussite au bac, la proportion d'élèves de première qui obtient le baccalauréat en ayant fait les deux dernières années de leur scolarité dans l'établissement, et la valeur ajoutée (calculée à partir de l'origine sociale des élèves, de leur âge et de leurs résultats au diplôme national du brevet).
En septembre 2017, l'institution a inauguré trois nouveaux bâtiments (un gymnase, un amphithéâtre, et un internat) pour un coût de 5,7 millions d'euros.

## Controverses
En 2004, l'Institution a été condamnée pour le licenciement abusif d'un animateur ayant consulté des images pornographiques et pédophiles sur les ordinateurs de l'école. Il a été reproché à l'Institution d'avoir notifié le licenciement alors qu'elle était au courant des agissements de l'animateur depuis plusieurs années. La même année, l'institution a fait condamner pour excès de pouvoir le ministère de l'Intérieur qui s'était opposé de manière illégale à l'ouverture de ses classes préparatoires. 
En 2005, un enseignant de français-latin de 59 ans de l'Institution Saint-Jean a été condamné à trois ans de prison pour agressions sexuelles sur mineurs.
En 2007, un enseignant de classes primaires de 58 ans a été condamné à trois ans de prison pour agressions sexuelles sur mineurs. 
La même année, un autre professeur de l'école, Christian Vasseur, ancien professeur de musique à Saint-Jean et chef de chœur des Petits Chanteurs de Douai, est condamné à 17 ans de prison pour des viols sur mineurs dans le Pas-de-Calais. La nouvelle de cette condamnation provoque le suicide d'un ancien élève de l'Institution, alors âgé de 34 ans, qui envoya un courrier de dénonciation au procureur avant de mettre fin à ses jours. 
Ce courrier provoque l'ouverture d'une nouvelle instruction judiciaire en 2013, qui aboutit en 2014 à ce que Christian Vasseur soit reconnu coupable d'avoir agressé sexuellement deux autres élèves de l'Institution Saint-Jean entre 1986 et 1988. Cette condamnation ne débouche pas sur de la prison, ce professeur ayant déjà atteint le seuil maximal d'emprisonnement auquel on peut être condamné pour ce type de faits.
La direction de l'école Saint-Jean, mise au courant dès 1986 des agissements pédophiles de l'enseignant, refusera de transmettre l'information à la police. L'enseignant sera alors muté dans un établissement à Béthune, où il agressera à nouveau des élèves mineurs.
En 2009, un audit signale « une gestion financière hasardeuse » de l'école par Christophe Cadet, ex-directeur adjoint des classes de prépas licencié le 5 décembre 2011.
En 2011, le licenciement du directeur des classes préparatoires génère un mouvement de protestation de la part des étudiants, ainsi que des parents des étudiants.
En 2013, le conseiller principal d'éducation et diacre du collège a été détenu pendant 36 heures en garde à vue après avoir tenu des propos tendancieux à un élève de 15 ans et pour détention d'images pédo-pornographiques. Le 9 avril 2014, il a été condamné à un an de prison, intégralement assorti du sursis, avec mise à l’épreuve de trois ans et obligation de soin et de travail.

## La CPGE
Les CPGE commerce ont été créées en 1988 par Christophe Cadet, ancien professeur d'Histoire-géographie à Saint-Jean. Elles préparent au concours d'entrée des écoles de commerce (HEC, ESSEC, ESCP, EM Lyon, EDHEC, Audencia, etc.) .
En 2010 et 2011, les classes préparatoires de l'Institution Saint Jean ont été classées premières de France par les magazines Challenges et L'Étudiant, tant en ECS qu'en ECE, ce qui constitue une première pour un établissement de province en prépa commerciale avec notamment quarante-trois admis à HEC en 2011, record national,,,.
En 2023, l'Institution Saint Jean figure 16e en taux d'admission aux écoles du Top 3 avec un taux d'intégration de 33,3%.
Tous les élèves de première année logent en internat, avec surveillant. Pour la deuxième année (autour de 250 élèves), les étudiants sont regroupés par groupes autonomes de 5 à 20 élèves dans des maisons et appartements dans la ville, à proximité du lycée. Le lycée possédait également bon nombre de contacts avec des propriétaires particuliers qui louent à beaucoup d'étudiants des colocations, notamment des élèves cubes.
Les finances : chiffre d’affaires de Saint Jean : 9 379 000 euros dont 5 851 000 euros provient de le contributions des familles, 2 651 000 euros provient de la participation publique (état, région, département, commune…) et 3 835 000 euros provient de la masse brut chargée

## La musique à Saint-Jean
L'Institution possède depuis plus de 100 ans[réf. nécessaire] une chorale d'élèves, les Petits Chanteurs de Saint-Jean, affiliée à la Fédération Française des Pueri Cantores, ainsi qu'une chorale d'adultes composée d'enseignants, personnels, parents d'élèves et anciens élèves. Un professeur de musique du collège a été condamné en 2014 à de la prison ferme pour avoir agressé sexuellement deux des choristes et élèves de l'Institution.
La chorale Les Amis de Tous les Enfants du Monde a été créée en 1985 à Saint-Jean par un enseignant de l'école primaire. La plupart des enfants de ce groupe ont été pendant longtemps des élèves de CM1, CM2, 6e et 5e de l'établissement. Aujourd'hui, la moitié des chanteurs sont élèves à Saint-Jean et l'autre moitié vient de l'extérieur.[réf. nécessaire]

## Galerie d'images

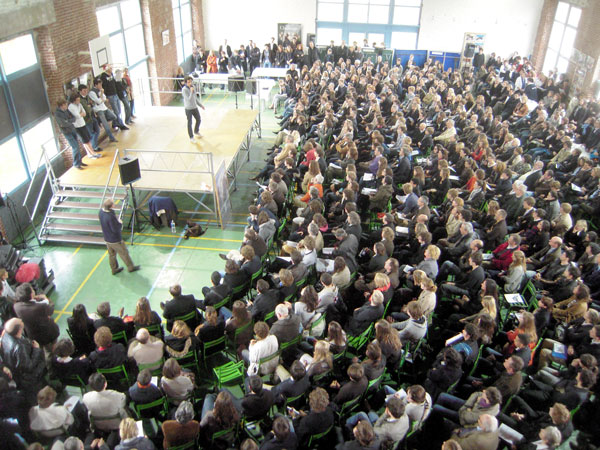
Journée portes ouvertes des prépas 2011.
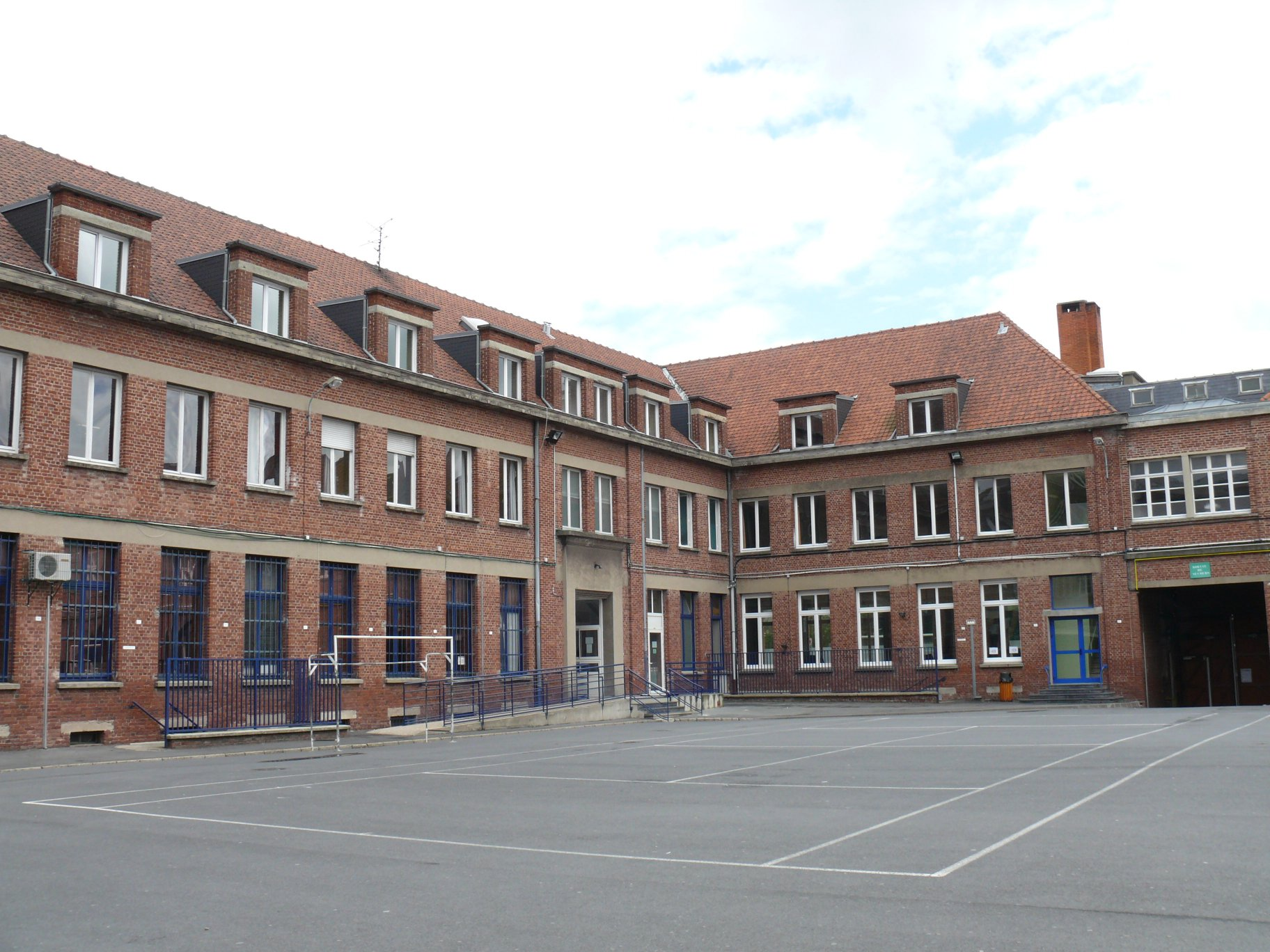
La cour.
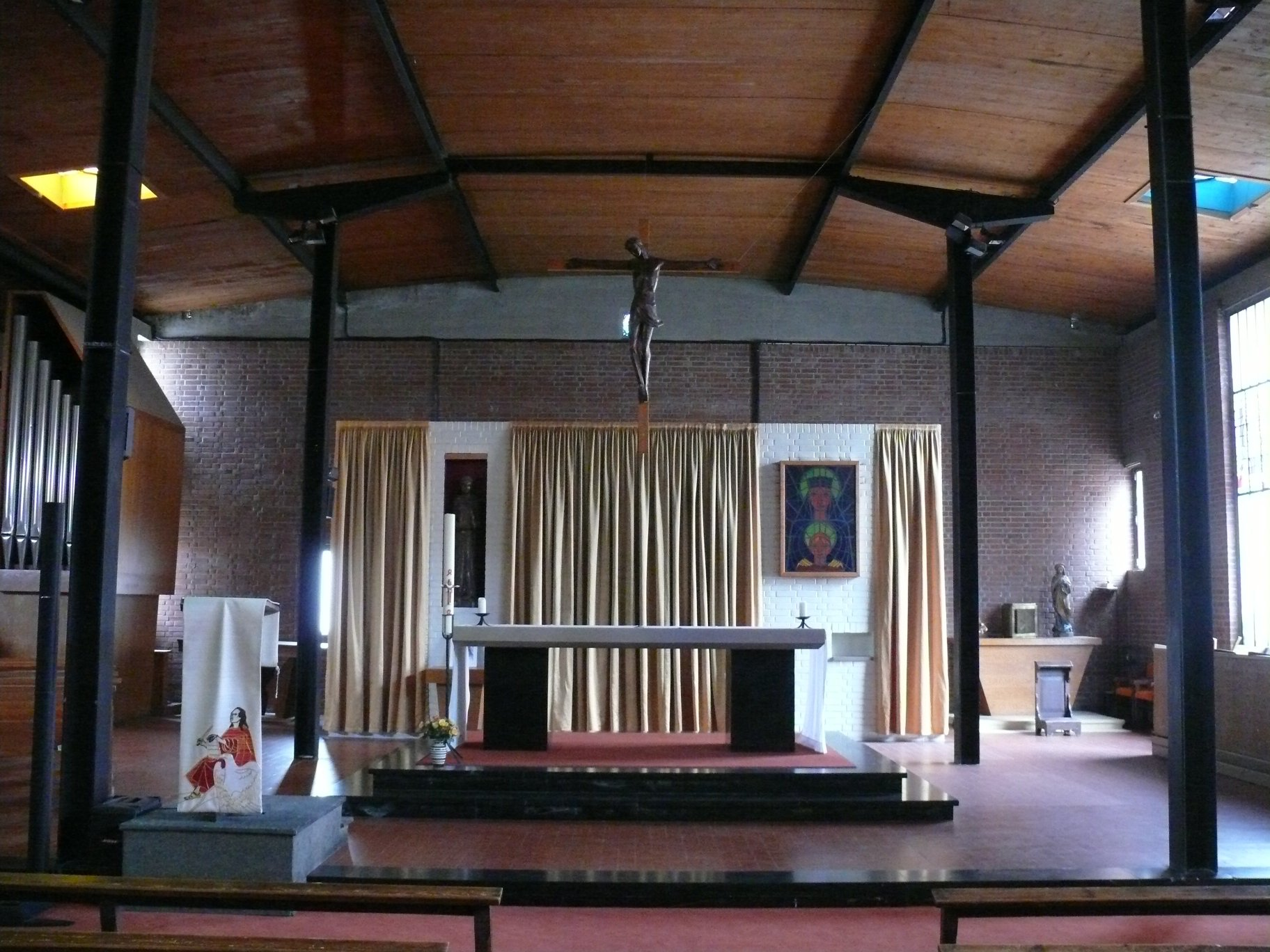
La chapelle.
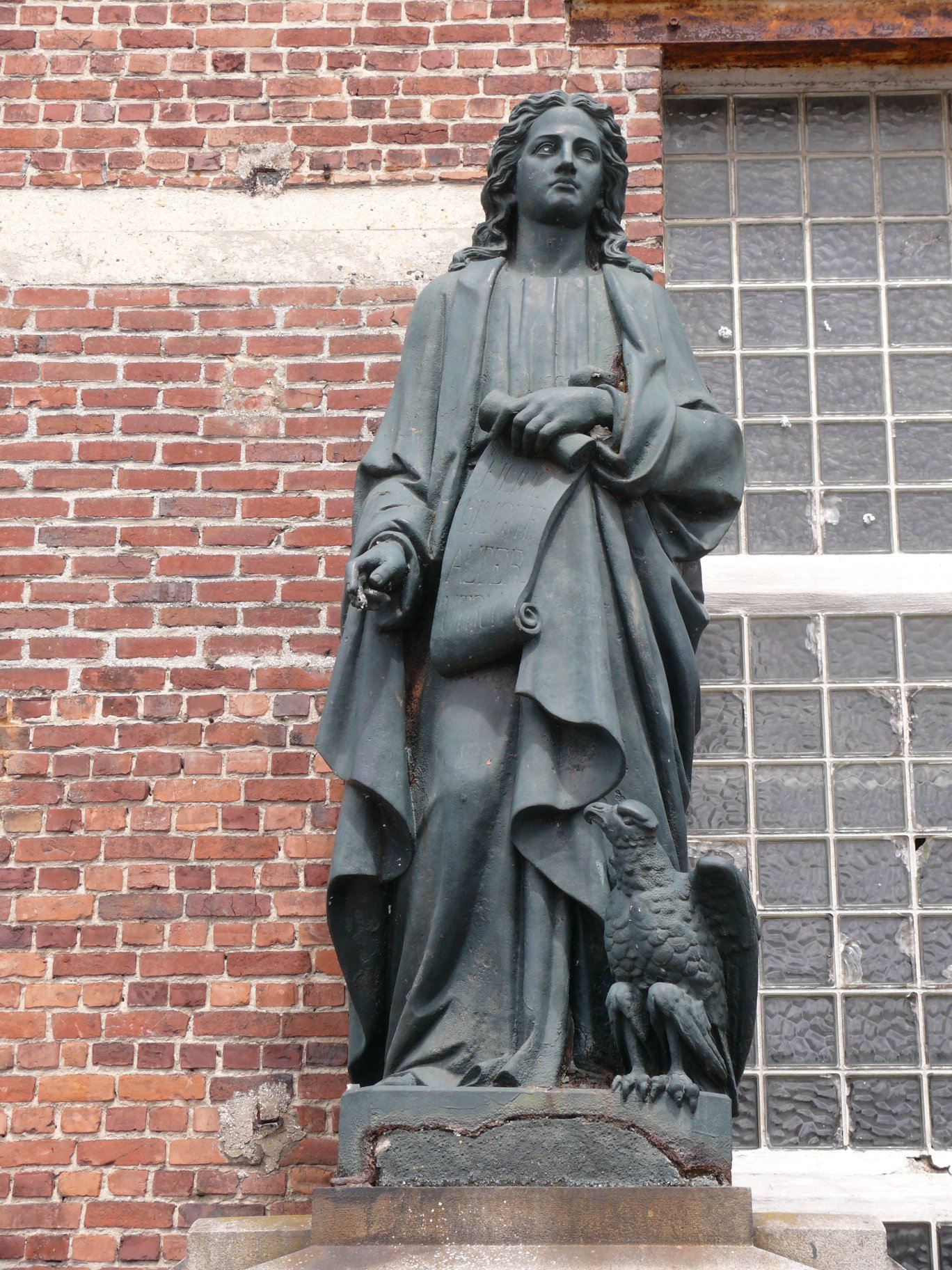
Statue de saint Jean.

## Anciens élèves
- Deux anciens élèves, Pierre Janicot et Marc Sudreau, sont cofondateurs de la Fédération cHeer uP ! ;
- Guy Deroubaix, évêque de Saint-Denis de 1976 à 1996.
- Victoire de Villepin, fille de Dominique de Villepin[23].
- Marguerite Cazeneuve, directrice déléguée de l'Assurance maladie.